# Hradčany (Olomouc)
Hradčany (in tedesco Hradschan) è un comune della Repubblica Ceca facente parte del distretto di Přerov, nella regione di Olomouc.